# トライ・バレー
トライ・バレー（英: Tri-Valley）は、アメリカ合衆国カリフォルニア州のサンフランシスコ・ベイエリアの東側外れ、三角形をした地域である。オークランド市から南東に18マイル (29 km)、サンフランシスコ市からは33マイル (53 km)の距離にある。アマドール・バレー、リバモア・バレーおよびサンラモン・バレーという3つのバレーがあることからトライ・バレーと名付けられている。アラメダ郡のプレザントン、サノル、リバモア、ダブリン、コントラコスタ郡のサンラモン、およびブラックホーク・カミノタサハラを含むダンビルといった各自治体の周辺を基盤にしている。この地域は地中海性気候にあり、ワイン生産地、歴史ある中心街および料理のおいしい所として知られている。人口約30万人の富裕層の多い郊外地である。
この地域には共同して行動する多くの団体がある。例えばトライ・バレーCAREsはリバモア市にあるローレンス・リバモア国立研究所に反対して結成された地域社会団体であるが、環境問題に関してロビー活動を行う団体に成長してきた。CACCはアメリカ合衆国と大中華圏の市民間で文化と事業の交流を促進する団体であり、中国語学校も経営している。
トライ・バレー会議観光局はプレザントン市の歴史ある中心街、スイート203、メインストリート349にある。これはプレザントン、リバモア、ダブリン、サンラモン、ダンビル各市と周辺地域の観光開発を行う組織である。観光局メンバーの事業を促進し地域に宿泊客を呼び込むことにより、トライ・バレー地域を観光、会議および行事の好まれる目的地とする宣伝活動を行っており、トライ・バレーの認知度を上げ、地域に金が落ちるようになることを目指している。
1994年に設立されたトラ・バレー事業委員会はトライ・バレーの経済的活力に関する地域の問題について、民間企業のために活動している。地域の指導的企業の多くを会員にする企業出資の公共支援組織である。

## 交通
トライ・バレーでは、LAVTA（リバモア・アマドール・バレー交通局、元トライ・バレー交通）の経営する"WHEELS"が地域のバス便を運行している。ハシエンダ・ビジネスパーク、ローレンス・リバモア国立研究所、ラスポジタス・カレッジ、ストーンリッジ・モールおよびバートのダブリン・プレザントン駅への定期便も走らせている。
州間高速道路580号線と同680号線という2本の主要高規格道路がトライ・バレー地域を横切っている。州間高速道路580号線は東西方向に走り、東のセントラルバレーと西のサンフランシスコ・ベイエリアを繋いでいる。州間高速道路680号線は南北に走り、南のサンフランシスコ・ベイエリア南部と北のコンコード・ウォルナットクリーク地域とを繋いでいる。この2本の州間高速道路はダブリンとプレザントンの市境付近で交差している。
高速輸送機関であるバート（サンフランシスコ・ベイエリア高速鉄道公社）のダブリン/プレザントン-ミルブレー線がオークランドを経由してサンフランシスコ・ベイエリアとを繋いでおり、トライ・バレーにはウェストダブリン・プレザントン駅とダブリン・プレザントン駅（現在の終着駅）がある。ウェストダブリン・プレザントン駅は2011年2月に開業し、既存線としては初のインフィル（既存施設を活かした開発）駅となった。近い将来にはリバモアまでの延伸が計画されており、その後はセントラルバレーのトレーシーまで延伸される可能性がある。